# Feuersnot

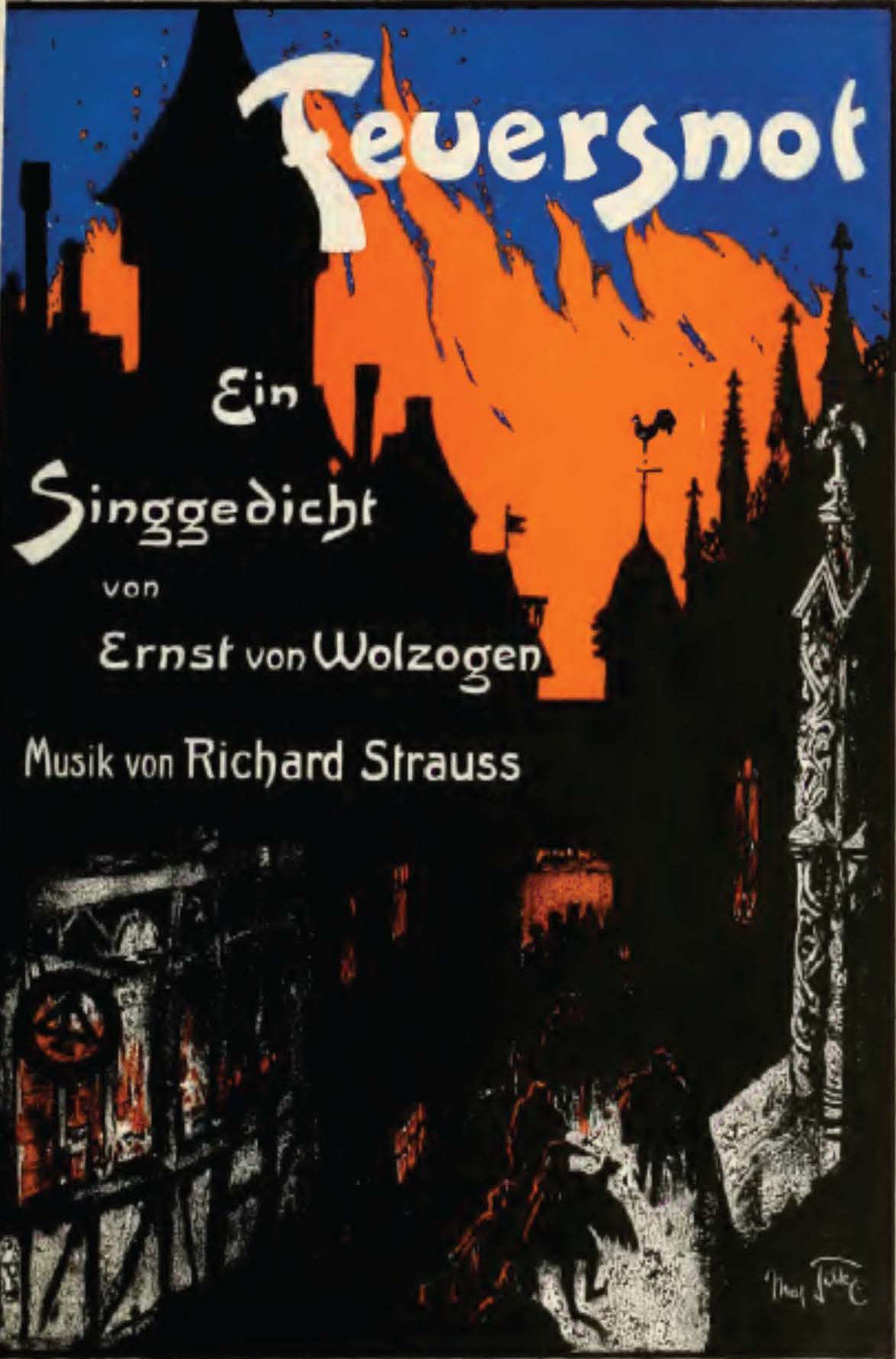

Feuersnot, Op. 50 (tiếng Việt: Thiếu lửa (hoặc Cần lửa)) là bản Singgedicht hoặc vở opera 1 màn của nhà soạn nhạc người Đức Richard Strauss. Người viết lời tiếng Đức là Ernst von Wolzogen, dựa trên câu chuyện Das erloschene Feuer zu Audenaerde của J. Ketel. Đây là vở opera thứ hai của Strauss. Tác phẩm này không để lại ấn tượng gì và bị chỉ trích nặng nề.